# Estación de Tain (Escocia)
La estación de Tain (en inglés: Tain railway station) es una estación de ferrocarril que se ubica en el pueblo de Tain, en el consejo unitario de Highland en Escocia, Reino Unido. La estación presta servicios a la línea de ferrocarril Far North Line, en el antiguo condado de Ross and Cromarty.
A partir de 2009 la estación se encuentra sin trabajadores, pese a que en su apogeo, tenía un personal de aproximadamente 30 personas. La estación se abrió el 1 de junio de 1864.